# Crazy Gulch
Crazy Gulch est un film muet américain réalisé par Allan Dwan et sorti en 1911.

## Synopsis
Les cowboys du ranch IXL tiennent à rencontrer Bad Bill de Cluzy Gulch pour sa réputation. Ils vont flâner près d'un saloon où Bill se montre à son avantage. Ce dernier leur suggère d'aller s'amuser au Sanitarium San Juan. Plusieurs acceptent, mais Bill se heurte au refus de l'un d'entre eux, un certain Percy, qui a l'habitude de se ronger les ongles…

## Fiche technique
- Réalisation : Allan Dwan
- Date de sortie : États-Unis : 4 mai 1911

## Distribution
- J. Warren Kerrigan : Bad Bill
- Dot Farley
- Louise Lester
- George Periolat : Percy